# João Pedro da Silva Pereira
João Pedro da Silva Pereira, meglio conosciuto come João Pereira (Lisbona, 25 febbraio 1984), è un allenatore di calcio ed ex calciatore portoghese, di ruolo terzino, tecnico dell'Alanyaspor.

## Carriera

### Club

#### Benfica e Gil Vicente
Nato nel problematico quartiere di Casal Ventoso a Lisbona, dopo gli inizi al Domingos Savio a 10 anni passa nelle giovanili del Benfica.
Il 17 agosto 2003 esordisce in prima squadra nella sfida casalinga pareggiata 0-0 contro il Boavista. A fine campionato vince la Coppa del Portogallo 2003-04, scendendo in campo in altre 24 occasioni, il più delle volte da centrocampista.
Nella stagione successiva il Benfica si aggiudica la Primeira Liga 2004-05 con Pereira proposto varie volte nell'undici iniziale.
Con l'arrivo del nuovo allenatore Ronald Koeman viene relegato spesso in panchina, se non addirittura nella squadra delle riserve. Per trovare più spazio, nel gennaio 2006 il Benfica lo presta dunque al Gil Vicente che lo riscatta in estate.

#### Braga
Ormai pienamente adattato a terzino destro, nel 2007-08 si trasferisce al Braga con cui conquista la Coppa Intertoto 2008. Il 22 febbraio 2009 segna il suo primo gol con la nuova maglia all'ultimo minuto della sfida vinta 2-1 contro il Naval.

#### Sporting Lisbona
Il 22 dicembre 2009 si trasferisce allo Sporting Lisbona per 3 milioni di euro.
Nella stagione successiva è titolare fisso della formazione biancoverde ed è impiegato sia come difensore che come centrocampista. Il 22 aprile 2011 segna una rete nel corso della partita vinta 2-1 contro il Portimonense. In tale incontro rimedia anche un cartellino rosso per aver ripetutamente offeso l'arbitro Duarte Gomes.

#### Valencia

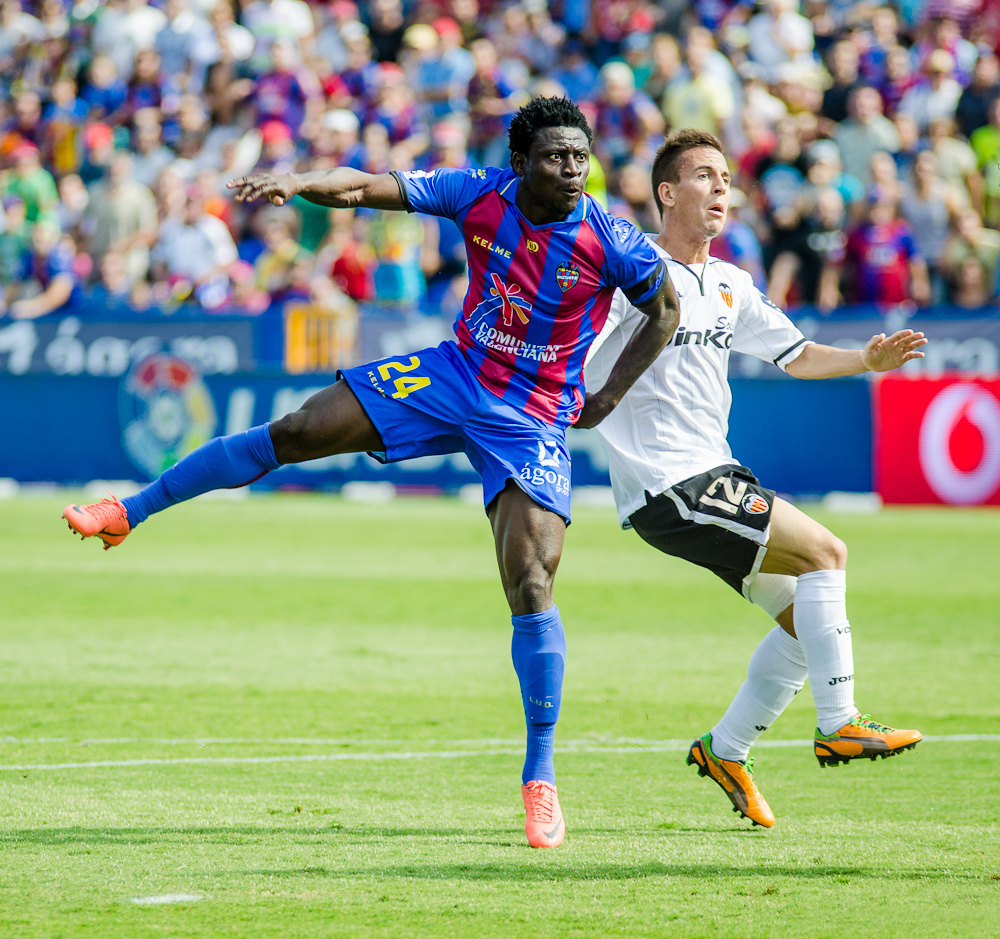
João Pereira in contrasto col nigeriano Martins del Levante nell'ottobre 2012

Il 25 maggio 2012 viene ufficializzato il suo passaggio al Valencia per 3,6 milioni di euro e un contratto triennale con l'opzione del quarto anno. Debutta con gli spagnoli il 19 agosto al Santiago Bernabéu contro il Real Madrid (gara terminata 1-1).
Dopo aver disputato le prime due stagioni da titolare, nel 2014-15 non rientra nei piani del nuovo tecnico Nuno Espírito Santo che lo relega a terza scelta tra i terzini destri.

#### Hannover
Nel gennaio 2015 si accorda con i tedeschi dell'Hannover fino al termine della stagione in corso. Il 7 febbraio gioca la sua prima partita in Bundesliga, entrando nel secondo tempo della sfida persa 2-1 in casa dell'Amburgo.

#### Ritorno allo Sporting Lisbona
Il 13 luglio 2015 fa ritorno allo Sporting Lisbona per sostituire Cédric Soares, trasferitosi al Southampton. João Pereira sottoscrive un contratto biennale con una clausola rescissoria da 45 milioni di euro. Il secondo debutto con i Leões avviene il 9 agosto nel corso della Supercoppa portoghese 2015 vinta 1-0 contro il Benfica.

#### Trabzonspor
Nel dicembre 2016 si parla di un possibile passaggio del giocatore ai turchi del Trabzonspor, intenti ad acquistarlo per 1,5 milioni di euro. All'inizio del 2017 rescinde il suo contratto con lo Sporting e si lega ufficialmente al club di Süper Lig.

### Nazionale
In gioventù ha fatto parte della nazionale Under-21, con la quale ha partecipato agli Europei di categoria del 2004 e a quelli del 2007.
Nell'ottobre 2010 debutta in nazionale maggiore giocando due gare valide per le qualificazioni ad Euro 2012. Con la nazionale lusitana prende parte all'Europeo 2012 e ai Mondiali 2014.

## Statistiche

### Presenze e reti nei club
Statistiche aggiornate al 1º aprile 2018.
| Stagione                | Squadra                 | Campionato              | Campionato | Campionato | Coppe nazionali | Coppe nazionali | Coppe nazionali | Coppe continentali | Coppe continentali | Coppe continentali | Altre coppe | Altre coppe | Altre coppe | Totale | Totale |
| Stagione                | Squadra                 | Comp                    | Pres       | Reti       | Comp            | Pres            | Reti            | Comp               | Pres               | Reti               | Comp        | Pres        | Reti        | Pres   | Reti   |
| ----------------------- | ----------------------- | ----------------------- | ---------- | ---------- | --------------- | --------------- | --------------- | ------------------ | ------------------ | ------------------ | ----------- | ----------- | ----------- | ------ | ------ |
| 2003-2004               | Benfica                 | PL                      | 25         | 4          | CP              | 4               | 1               | UCL+CU             | 0+6                | 0                  | -           | -           | -           | 35     | 5      |
| 2004-2005               | Benfica                 | PL                      | 27         | 0          | CP              | 4               | 1               | UCL+CU             | 1+7                | 0+1                | SP          | 1           | 0           | 40     | 2      |
| 2005 gen. 2006          | Benfica                 | PL                      | 6          | 0          | CP              | 1               | 0               | UCL                | 3                  | 0                  | SP          | 1           | 0           | 11     | 0      |
| Totale Benfica          | Totale Benfica          | Totale Benfica          | 58         | 4          |                 | 9               | 2               |                    | 17                 | 1                  |             | 2           | 0           | 86     | 7      |
| gen.-giu. 2006          | Gil Vicente             | PL                      | 14         | 0          | CP              | -               | -               | -                  | -                  | -                  | -           | -           | -           | 14     | 0      |
| 2006-2007               | Gil Vicente             | SL                      | 25         | 1          | CP              | 0               | 0               | -                  | -                  | -                  | -           | -           | -           | 25     | 1      |
| Totale Gil Vicente      | Totale Gil Vicente      | Totale Gil Vicente      | 39         | 1          |                 | 0               | 0               |                    | -                  | -                  |             | -           | -           | 39     | 1      |
| 2007-2008               | Braga                   | PL                      | 27         | 0          | CP+CdL          | 2+1             | 0               | CU                 | 8                  | 0                  | -           | -           | -           | 38     | 0      |
| 2008-2009               | Braga                   | PL                      | 27         | 1          | CP+CdL          | 2+1             | 0               | Int+CU             | 2+10               | 0                  | -           | -           | -           | 42     | 1      |
| 2009-gen. 2010          | Braga                   | PL                      | 13         | 1          | CP+CdL          | 2+0             | 0               | UEL                | 1                  | 0                  | -           | -           | -           | 16     | 1      |
| Totale Braga            | Totale Braga            | Totale Braga            | 67         | 2          |                 | 8               | 0               |                    | 21                 | 0                  |             | -           | -           | 96     | 2      |
| gen.-giu. 2010          | Sporting Lisbona        | PL                      | 12         | 1          | CP+CdL          | 1+3             | 0+1             | UEL                | 0                  | 0                  | -           | -           | -           | 16     | 2      |
| 2010-2011               | Sporting Lisbona        | PL                      | 24         | 2          | CP+CdL          | 3+4             | 0+1             | UEL                | 10                 | 0                  | -           | -           | -           | 41     | 3      |
| 2011-2012               | Sporting Lisbona        | PL                      | 25         | 0          | CP+CdL          | 7+3             | 1+0             | UEL                | 13                 | 0                  | -           | -           | -           | 48     | 1      |
| 2012-2013               | Valencia                | PD                      | 30         | 0          | CR              | 2               | 0               | UCL                | 5                  | 0                  | -           | -           | -           | 37     | 0      |
| 2013-2014               | Valencia                | PD                      | 25         | 0          | CR              | 2               | 0               | UEL                | 11                 | 0                  | -           | -           | -           | 38     | 0      |
| 2014-gen. 2015          | Valencia                | PD                      | 0          | 0          | CR              | 0               | 0               | -                  | -                  | -                  | -           | -           | -           | 0      | 0      |
| Totale Valencia         | Totale Valencia         | Totale Valencia         | 55         | 0          |                 | 4               | 0               |                    | 16                 | 0                  |             | -           | -           | 75     | 0      |
| gen.-giu. 2015          | Hannover 96             | BL                      | 5          | 0          | CG              | -               | -               | -                  | -                  | -                  | -           | -           | -           | 5      | 0      |
| 2015-2016               | Sporting Lisbona        | PL                      | 19         | 0          | CP+CdL          | 3+0             | 0               | UCL+UEL            | 2+5                | 0                  | SP          | 1           | 0           | 30     | 0      |
| 2016-gen. 2017          | Sporting Lisbona        | PL                      | 9          | 0          | CP+CdL          | 2+0             | 0               | UCL                | 3                  | 0                  | -           | -           | -           | 14     | 0      |
| Totale Sporting Lisbona | Totale Sporting Lisbona | Totale Sporting Lisbona | 89         | 3          |                 | 26              | 3               |                    | 33                 | 0                  |             | 1           | 0           | 149    | 6      |
| gen.-giu. 2017          | Trabzonspor             | SL                      | 17         | 0          | TK              | 2               | 0               | -                  | -                  | -                  | -           | -           | -           | 19     | 0      |
| 2017-2018               | Trabzonspor             | SL                      | 25         | 0          | TK              | 2               | 0               | -                  | -                  | -                  | -           | -           | -           | 27     | 0      |
| Totale Trabzonspor      | Totale Trabzonspor      | Totale Trabzonspor      | 42         | 0          |                 | 4               | 0               |                    | -                  | -                  |             | -           | -           | 46     | 0      |
| Totale carriera         | Totale carriera         | Totale carriera         | 355        | 10         |                 | 51              | 5               |                    | 87                 | 1                  |             | 3           | 0           | 496    | 16     |

### Cronologia presenze e reti in nazionale
| Cronologia completa delle presenze e delle reti in nazionale ― Portogallo | Cronologia completa delle presenze e delle reti in nazionale ― Portogallo | Cronologia completa delle presenze e delle reti in nazionale ― Portogallo | Cronologia completa delle presenze e delle reti in nazionale ― Portogallo | Cronologia completa delle presenze e delle reti in nazionale ― Portogallo | Cronologia completa delle presenze e delle reti in nazionale ― Portogallo | Cronologia completa delle presenze e delle reti in nazionale ― Portogallo | Cronologia completa delle presenze e delle reti in nazionale ― Portogallo |
| Data                                                                      | Città                                                                     | In casa                                                                   | Risultato                                                                 | Ospiti                                                                    | Competizione                                                              | Reti                                                                      | Note                                                                      |
| ------------------------------------------------------------------------- | ------------------------------------------------------------------------- | ------------------------------------------------------------------------- | ------------------------------------------------------------------------- | ------------------------------------------------------------------------- | ------------------------------------------------------------------------- | ------------------------------------------------------------------------- | ------------------------------------------------------------------------- |
| 8-10-2010                                                                 | Porto                                                                     | Portogallo                                                                | 3 – 1                                                                     | Danimarca                                                                 | Qual. Euro 2012                                                           | -                                                                         |                                                                           |
| 12-10-2010                                                                | Reykjavík                                                                 | Islanda                                                                   | 1 – 3                                                                     | Portogallo                                                                | Qual. Euro 2012                                                           | -                                                                         |                                                                           |
| 17-11-2010                                                                | Lisbona                                                                   | Portogallo                                                                | 4 – 0                                                                     | Spagna                                                                    | Amichevole                                                                | -                                                                         |                                                                           |
| 9-2-2011                                                                  | Leiria                                                                    | Portogallo                                                                | 1 – 1                                                                     | Argentina                                                                 | Amichevole                                                                | -                                                                         |                                                                           |
| 26-3-2011                                                                 | Leiria                                                                    | Portogallo                                                                | 1 – 1                                                                     | Cile                                                                      | Amichevole                                                                | -                                                                         | 41’                                                                       |
| 4-6-2011                                                                  | Lisbona                                                                   | Portogallo                                                                | 1 – 0                                                                     | Norvegia                                                                  | Qual. Euro 2012                                                           | -                                                                         | 73’                                                                       |
| 10-8-2011                                                                 | Faro                                                                      | Portogallo                                                                | 5 – 0                                                                     | Lussemburgo                                                               | Amichevole                                                                | -                                                                         | 38’ 65’                                                                   |
| 2-9-2011                                                                  | Nicosia                                                                   | Cipro                                                                     | 0 – 4                                                                     | Portogallo                                                                | Qual. Euro 2012                                                           | -                                                                         |                                                                           |
| 7-10-2011                                                                 | Porto                                                                     | Portogallo                                                                | 5 – 3                                                                     | Islanda                                                                   | Qual. Euro 2012                                                           | -                                                                         |                                                                           |
| 11-10-2011                                                                | Copenaghen                                                                | Danimarca                                                                 | 2 – 1                                                                     | Portogallo                                                                | Qual. Euro 2012                                                           | -                                                                         |                                                                           |
| 11-11-2011                                                                | Zenica                                                                    | Bosnia ed Erzegovina                                                      | 0 – 0                                                                     | Portogallo                                                                | Qual. Euro 2012                                                           | -                                                                         |                                                                           |
| 15-11-2011                                                                | Lisbona                                                                   | Portogallo                                                                | 6 – 2                                                                     | Bosnia ed Erzegovina                                                      | Qual. Euro 2012                                                           | -                                                                         |                                                                           |
| 29-2-2012                                                                 | Varsavia                                                                  | Polonia                                                                   | 0 – 0                                                                     | Portogallo                                                                | Amichevole                                                                | -                                                                         |                                                                           |
| 26-5-2012                                                                 | Leiria                                                                    | Portogallo                                                                | 0 – 0                                                                     | Macedonia                                                                 | Amichevole                                                                | -                                                                         | 81’                                                                       |
| 9-6-2012                                                                  | Leopoli                                                                   | Germania                                                                  | 1 – 0                                                                     | Portogallo                                                                | Euro 2012 - 1º turno                                                      | -                                                                         |                                                                           |
| 13-6-2012                                                                 | Leopoli                                                                   | Danimarca                                                                 | 2 – 3                                                                     | Portogallo                                                                | Euro 2012 - 1º turno                                                      | -                                                                         |                                                                           |
| 17-6-2012                                                                 | Charkiv                                                                   | Portogallo                                                                | 2 – 1                                                                     | Paesi Bassi                                                               | Euro 2012 - 1º turno                                                      | -                                                                         | 90’                                                                       |
| 21-6-2012                                                                 | Varsavia                                                                  | Rep. Ceca                                                                 | 0 – 1                                                                     | Portogallo                                                                | Euro 2012 - Quarti di finale                                              | -                                                                         |                                                                           |
| 27-6-2012                                                                 | Donec'k                                                                   | Portogallo                                                                | 0 – 0 dts (2 – 4 dtr)                                                     | Spagna                                                                    | Euro 2012 - Semifinale                                                    | -                                                                         | 64’                                                                       |
| 7-9-2012                                                                  | Lussemburgo                                                               | Lussemburgo                                                               | 1 – 2                                                                     | Portogallo                                                                | Qual. Mondiali 2014                                                       | -                                                                         |                                                                           |
| 11-9-2012                                                                 | Braga                                                                     | Portogallo                                                                | 3 – 0                                                                     | Azerbaigian                                                               | Qual. Mondiali 2014                                                       | -                                                                         |                                                                           |
| 12-10-2012                                                                | Mosca                                                                     | Russia                                                                    | 1 – 0                                                                     | Portogallo                                                                | Qual. Mondiali 2014                                                       | -                                                                         |                                                                           |
| 16-10-2012                                                                | Porto                                                                     | Portogallo                                                                | 1 – 1                                                                     | Irlanda del Nord                                                          | Qual. Mondiali 2014                                                       | -                                                                         | 74’                                                                       |
| 6-2-2013                                                                  | Guimarães                                                                 | Portogallo                                                                | 2 – 3                                                                     | Ecuador                                                                   | Amichevole                                                                | -                                                                         | 44’ 80’                                                                   |
| 22-3-2013                                                                 | Tel Aviv                                                                  | Israele                                                                   | 3 – 3                                                                     | Portogallo                                                                | Qual. Mondiali 2014                                                       | -                                                                         |                                                                           |
| 26-3-2013                                                                 | Baku                                                                      | Azerbaigian                                                               | 0 – 2                                                                     | Portogallo                                                                | Qual. Mondiali 2014                                                       | -                                                                         |                                                                           |
| 7-6-2013                                                                  | Lisbona                                                                   | Portogallo                                                                | 1 – 0                                                                     | Russia                                                                    | Qual. Mondiali 2014                                                       | -                                                                         |                                                                           |
| 10-6-2013                                                                 | Lancy                                                                     | Croazia                                                                   | 0 – 1                                                                     | Portogallo                                                                | Amichevole                                                                | -                                                                         | 85’                                                                       |
| 14-8-2013                                                                 | Faro                                                                      | Portogallo                                                                | 1 – 1                                                                     | Paesi Bassi                                                               | Amichevole                                                                | -                                                                         |                                                                           |
| 6-9-2013                                                                  | Belfast                                                                   | Irlanda del Nord                                                          | 2 – 4                                                                     | Portogallo                                                                | Qual. Mondiali 2014                                                       | -                                                                         |                                                                           |
| 10-9-2013                                                                 | Foxborough                                                                | Brasile                                                                   | 3 – 1                                                                     | Portogallo                                                                | Amichevole                                                                | -                                                                         | 6’ 70’                                                                    |
| 15-11-2013                                                                | Lisbona                                                                   | Portogallo                                                                | 1 – 0                                                                     | Svezia                                                                    | Qual. Mondiali 2014                                                       | -                                                                         | 42’                                                                       |
| 19-11-2013                                                                | Solna                                                                     | Svezia                                                                    | 2 – 3                                                                     | Portogallo                                                                | Qual. Mondiali 2014                                                       | -                                                                         |                                                                           |
| 5-3-2014                                                                  | Leiria                                                                    | Portogallo                                                                | 5 – 1                                                                     | Camerun                                                                   | Amichevole                                                                | -                                                                         |                                                                           |
| 31-5-2014                                                                 | Oeiras                                                                    | Portogallo                                                                | 0 – 0                                                                     | Grecia                                                                    | Amichevole                                                                | -                                                                         |                                                                           |
| 6-6-2014                                                                  | Foxborough                                                                | Messico                                                                   | 0 – 1                                                                     | Portogallo                                                                | Amichevole                                                                | -                                                                         | 74’ 80’                                                                   |
| 16-6-2014                                                                 | Salvador                                                                  | Germania                                                                  | 4 – 0                                                                     | Portogallo                                                                | Mondiali 2014 - 1º turno                                                  | -                                                                         | 11’                                                                       |
| 22-6-2014                                                                 | Manaus                                                                    | Stati Uniti                                                               | 2 – 2                                                                     | Portogallo                                                                | Mondiali 2014 - 1º turno                                                  | -                                                                         |                                                                           |
| 26-6-2014                                                                 | Brasilia                                                                  | Portogallo                                                                | 2 – 1                                                                     | Ghana                                                                     | Mondiali 2014 - 1º turno                                                  | -                                                                         | 61’                                                                       |
| 7-9-2014                                                                  | Aveiro                                                                    | Portogallo                                                                | 0 – 1                                                                     | Albania                                                                   | Qual. Euro 2016                                                           | -                                                                         |                                                                           |
| Totale                                                                    |                                                                           | Presenze                                                                  | 40                                                                        |                                                                           | Reti                                                                      | 0                                                                         |                                                                           |

### Statistiche da allenatore
Statistiche aggiornate all'8 dicembre 2024. 
In grassetto le competizioni vinte.
| Stagione        | Squadra          | Campionato      | Campionato | Campionato | Campionato | Campionato | Coppe nazionali | Coppe nazionali | Coppe nazionali | Coppe nazionali | Coppe nazionali | Coppe continentali | Coppe continentali | Coppe continentali | Coppe continentali | Coppe continentali | Altre coppe | Altre coppe | Altre coppe | Altre coppe | Altre coppe | Totale | Totale | Totale | Totale | % Vittorie | Piazzamento |
| Stagione        | Squadra          | Comp            | G          | V          | N          | P          | Comp            | G               | V               | N               | P               | Comp               | G                  | V                  | N                  | P                  | Comp        | G           | V           | N           | P           | G      | V      | N      | P      | %          | Piazzamento |
| --------------- | ---------------- | --------------- | ---------- | ---------- | ---------- | ---------- | --------------- | --------------- | --------------- | --------------- | --------------- | ------------------ | ------------------ | ------------------ | ------------------ | ------------------ | ----------- | ----------- | ----------- | ----------- | ----------- | ------ | ------ | ------ | ------ | ---------- | ----------- |
| nov.-dic. 2024  | Sporting Lisbona | PL              | 4          | 1          | 1          | 2          | CP+CdL          | 2+0             | 2+0             | 0+0             | 0+0             | UCL                | 2                  | 0                  | 0                  | 2                  | SP          | -           | -           | -           | -           | 8      | 3      | 1      | 4      | 37,50      | Sub. Eson.  |
| Totale carriera | Totale carriera  | Totale carriera | 4          | 1          | 1          | 2          |                 | 2               | 2               | 0               | 0               |                    | 2                  | 0                  | 0                  | 2                  |             | -           | -           | -           | -           | 8      | 3      | 1      | 4      | 37,50      |             |

## Palmarès

### Competizioni nazionali
- Coppa di Portogallo: 1

Benfica: 2003-2004
- Campionato portoghese: 2

Benfica: 2004-2005
Sporting CP: 2020-2021
- Coppa di Turchia: 1

Trazbonspor: 2019-2020

### Competizioni internazionali
- Coppa Intertoto UEFA: 1

Braga: 2008